# Josep Aznar
Josep Aznar (10 de setembre de 1957 - 9 de maig de 2017) va ser un fotògraf català, especialitzat en teatre i dansa. Va ser un dels primers professionals a Catalunya en aquest sector, al qual es dedicava des de 1977.
Es va formar com enginyer tècnic industrial, i va iniciar-se en el món de la fotografia l'any 1977, que convertiria posteriorment en la seva professió l'any 1986. Va treballar per moltes companyies de dansa (el Ballet de Zurich, el Ballet Nacional d'Espanya, la Companyia d'Antonio Gades, el Víctor Ullate Ballet o Metros de Ramon Oller) i va ser el fotògraf oficial del Festival de Peralada, del Festival Barcelona Grec, de L'Espai de Dansa i Música de la Generalitat de Catalunya i de la temporada de Dansa del Centre Cultural Caixa Terrassa.
L'any 2009 va guanyar el Premi Dansacat de l'APdC, en la categoria de Reconeixement Professional. L'any 2019 el Museu de les Arts Escèniques (MAE) va adquirir el seu arxiu fotogràfic, que cobria els seus 40 anys de professió, i que el febrer de 2020 serà exposat en una retrospectiva a l'Institut del Teatre, anomenada "Josep Aznar. Un espectador privilegiat. 40 anys de dansa".